# Bupleurum gaudianum
Bupleurum gaudianum là một loài thực vật có hoa trong họ Hoa tán. Loài này được Snogerup mô tả khoa học đầu tiên năm 1984.